# Tadeusz Piotrowski (żeglarz)

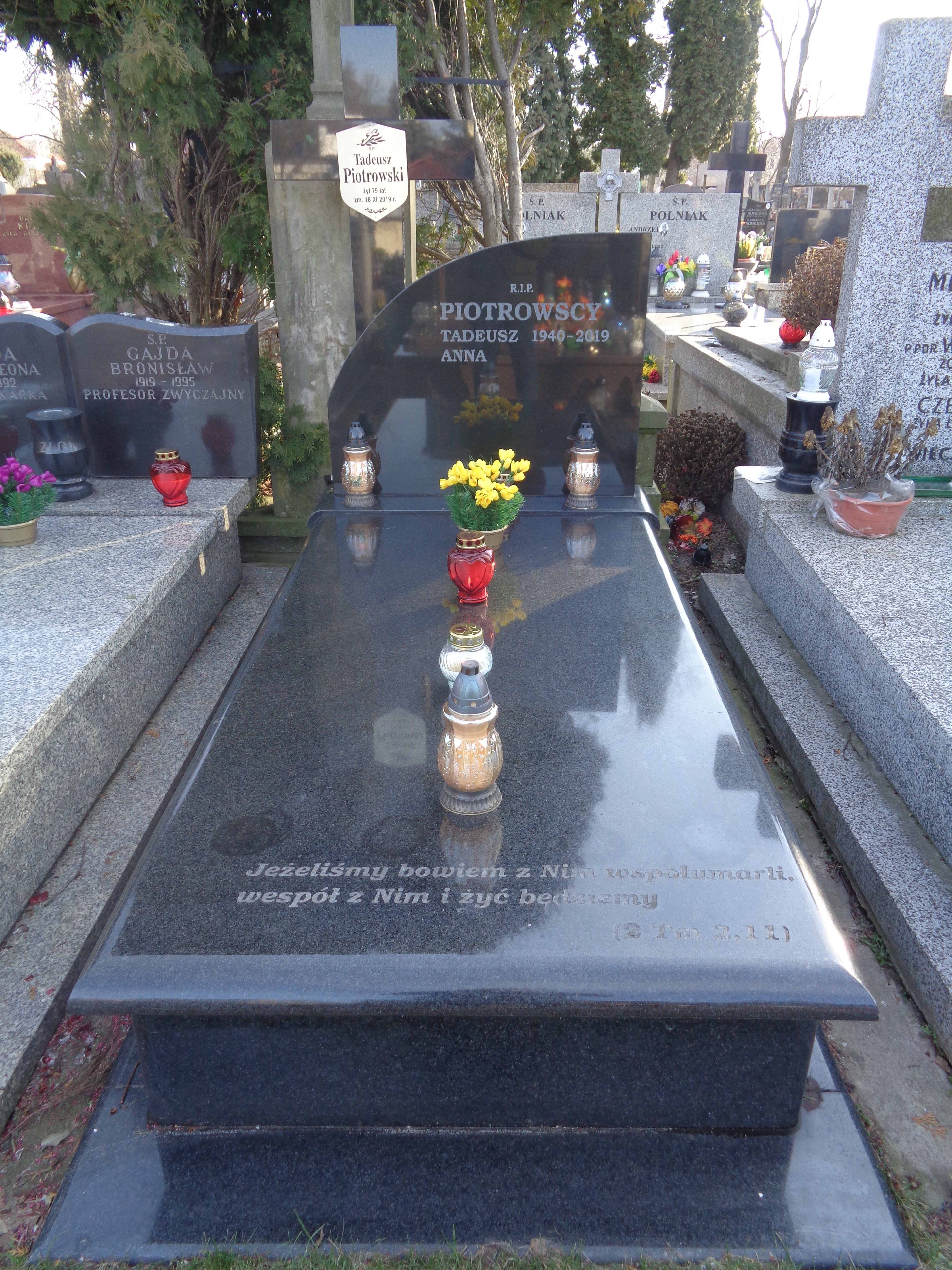
Grób Tadeusza Piotrowskiego na Cmentarzu służewieckim przy ul Renety

Tadeusz Tomasz Piotrowski (ur. 11 lipca 1940 w Warszawie, zm. 18 listopada 2019 tamże) – polski żeglarz, inżynier, pracownik naukowy, olimpijczyk z Monachium 1972.
Karierę sportową rozpoczynał od uprawiania lekkoatletyki w LZS Mazowsze i AZS Politechnika Warszawska. Żeglarstwo regatowe zaczął uprawiać w 1963 roku w klubie AZS Politechnika. Żeglował w klasach Latający Holender, Finn, Dragon.
Na igrzyskach olimpijskich w 1972 (żeglarstwo było rozgrywane w Kilonii) wystartował w klasie Dragon (partnerami byli: Aleksander Bielaczyc, Lech Poklewski). Polska załoga zajęła 20. miejsce.
W roku 1973 zdobył tytuł międzynarodowego mistrza Szwajcarii w klasie Dragon (partnerami byli: Aleksander Bielaczyc i Lech Poklewski).